# Ardglass

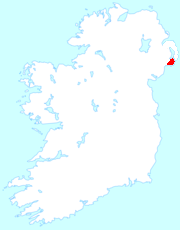
Lecale-Halbinsel im Co. Down

Ardglass (irisch: Ard Ghlais „grüne Höhe“) ist ein Ort an der Nordostküste Irlands in der historischen Grafschaft Down in Nordirland. Der Ort gehörte zum aufgelösten District Down und gehört seit 2015 zum District Newry, Mourne and Down.

## Der Ort
Ardglass ist ein Küstenort und Fischereihafen auf der Lecale-Halbinsel an der Irischen See, etwa 9 km (5 ½ miles) südöstlich von Downpatrick an der A2 (major road) gelegen.
Beim Census 2011 wurde für Ardglass eine Einwohnerzahl von 1643 Personen ermittelt (womit der Ort offiziell als village gilt). Davon waren 89,0 % römisch-katholisch, während 6,4 % einen anderen christlichen Hintergrund hatten. Zwischen 1991 und 2011 hat sich die Einwohnerzahl kaum verändert. Administrativ gehört Ardglass zum District Down.

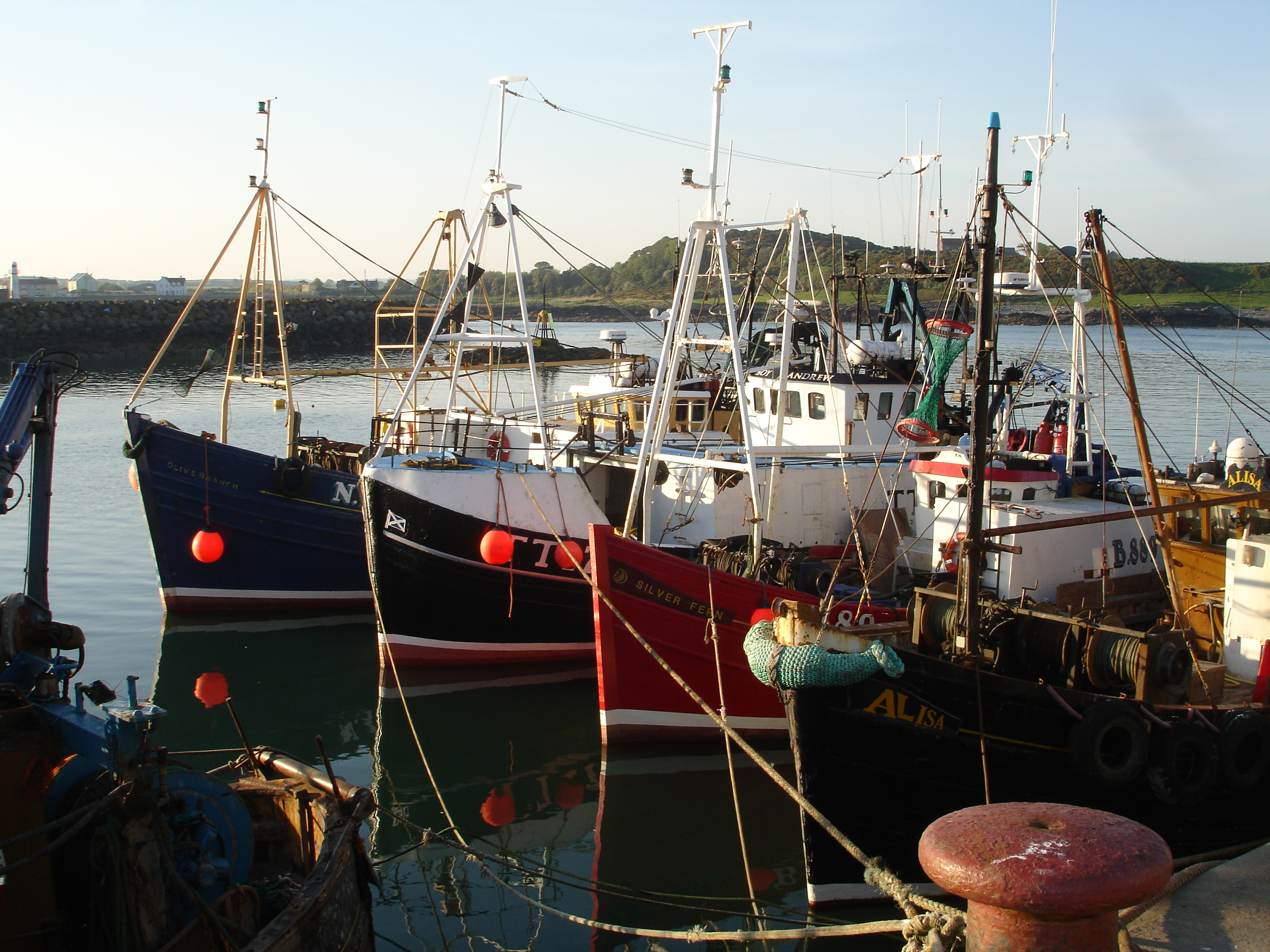
Ardglass Harbour (2006)

Neben seiner über 2000 Jahre alten Bedeutung als Gezeiten-unabhängiger Fischereihafen mit heute zwei Piers und einem Yachthafen ist Ardglass auch Wohnort für eine größere Zahl von Berufspendlern nach Downpatrick und Belfast. Die über den Fischhandel erwirtschafteten Umsätze erreichen bis zu 5 Mill. £ jährlich.
An den Bahnverkehr war Ardglass von 1892 bis 1950 angeschlossen.

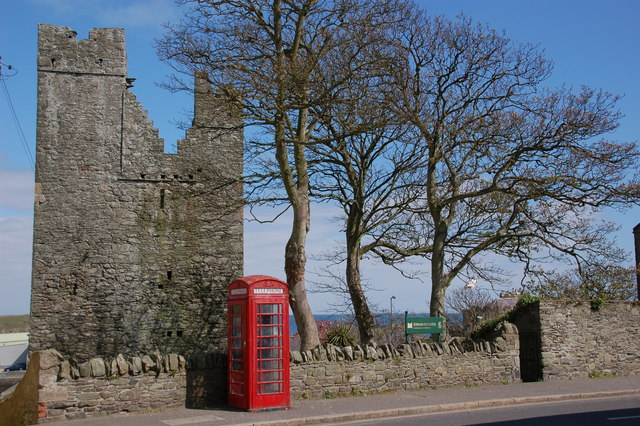
Jordan’s Castle (2007)

## Geschichte
An die Zeit, als Ardglass im 15. Jahrhundert den geschäftigsten Anlegeplatz (engl. port) in Ulster darstellte, erinnern heute noch vier mittelalterliche tower houses, darunter das bedeutungsvolle Jordan’s Castle.
Zum Erhalt des Straßenbildes aus dem frühen 19. Jahrhundert wurde 1996 ein schutzwürdiges Gebiet (cC) gekennzeichnet, das acht archäologisch relevante Grundstücke enthält, nebst zwei weiteren nahebei.
Etwa 8,4 km südwestlich liegt die Kirche am St. John’s Point.